# وملدینگ
وملدینگ (به هلندی: Wemeldinge) یک منطقهٔ مسکونی در هلند است که در Kapelle واقع شده‌است. وملدینگ ۳٬۰۹۱ نفر جمعیت دارد.